# Liste der Monuments historiques in Fréniches
Die Liste der Monuments historiques in Fréniches führt die Monuments historiques in der französischen Gemeinde Fréniches auf.

## Liste der Objekte
| Bezeichnung                         | Beschreibung    | Standort                 | Kennzeichnung | Schutzstatus | Datum | Bild |
| ----------------------------------- | --------------- | ------------------------ | ------------- | ------------ | ----- | ---- |
| Bleiglasfenster Nr. 0: Wurzel Jesse | 16. Jahrhundert | in der Kirche Notre-Dame | PM60000828    | Classé       | 1913  |      |
| Gemälde Mariä Himmelfahrt           | 17. Jahrhundert | in der Kirche Notre-Dame | PM60003778    | Inscrit      | 1984  |      |